# Bodsjön, Härjedalen
Bodsjön är en sjö i Härjedalens kommun i Härjedalen och ingår i Ljusnans huvudavrinningsområde. Sjön har en area på 0,418 kvadratkilometer och ligger 360,3 meter över havet. Sjön avvattnas av vattendraget Linan.

## Delavrinningsområde
Bodsjön ingår i det delavrinningsområde (688506-144040) som SMHI kallar för Utloppet av Bodsjön. Medelhöjden är 408 meter över havet och ytan är 6,51 kvadratkilometer. Räknas de 4 avrinningsområdena uppströms in blir den ackumulerade arean 32,91 kvadratkilometer. Linan som avvattnar avrinningsområdet har biflödesordning 3, vilket innebär att vattnet flödar genom totalt 3 vattendrag innan det når havet efter 229 kilometer. Avrinningsområdet består mestadels av skog (58 procent) och sankmarker (14 procent). Avrinningsområdet har 0,42 kvadratkilometer vattenytor vilket ger det en sjöprocent på 6,4 procent.